# تشارلز ويليام رن
تشارلز ويليام رن (بالإنجليزية: Charles William Wren)‏ هو مصرفي أسترالي، ولد في 15 نوفمبر 1856، وتوفي في 19 أبريل 1934.